# Grande Prêmio de Las Vegas
O Grande Prêmio de Las Vegas (em inglês:  Las Vegas Grand Prix) é um evento de Fórmula 1 que faz parte do calendário desde 2023, com o evento ocorrendo no Circuito Urbano de Las Vegas. A primeira corrida foi realizada em 18 novembro, em um sábado à noite.

## História
A última vez que Las Vegas esteve presente no calendário da Fórmula 1 foi em 1982, no Grande Prêmio de Caesars Palace. No dia 30 de março de 2022, a Fórmula 1 confirmou seu retorno a Las Vegas a partir da temporada de 2023 e, tinha um contrato inicial para sua realização por três anos. Mas, em junho de 2025, a Fórmula 1 estendeu seu contrato com o Grande Prêmio para 2027. Ao contrário do Grande Prêmio de Caesars Palace, o evento é realizado em um novo circuito de rua que inclui uma parte da Strip. Foi a terceira corrida a ser realizada nos Estados Unidos em 2023, após os Grandes Prêmios de Miami e dos Estados Unidos.

## Circuito
O circuito de rua de 6,201 quilômetros (3,853 milhas) contém 17 curvas e uma reta de 1,9 quilômetros (1,18 milhas). O circuito funciona no sentido anti-horário e começa em uma área própria, onde serão construídos os boxes e área de paddock, de forma permanente. A primeira curva é um "hairpin", e depois disso o percurso faz uma ligeira curva para a esquerda, entrando em uma reta nas ruas da cidade. Os carros percorrem 800 metros pela Koval Lane, antes de entrar em uma curva fechada de 90 graus à direita e, em seguida, entrar em uma curva longa para a esquerda, que circunda a Arena MSG Sphere e vai  para a Sands Avenue. A pista então passa por duas curvas rápidas na Sands Avenue antes de entrar em uma curva fechada à esquerda. Esta é uma seção de 1,9 km, com duas retas e uma ligeira curva à esquerda que passa por alguns dos hotéis e cassinos mais famosos de Las Vegas. O circuito então passa por uma série apertada de curvas lentas na Harmon Avenue, descendo a uma reta de 800 metros (0,5 mi) antes de passar por uma curva rápida para completar a volta e fazer a transição de volta para a pista permanente após os boxes.

## Vencedores do GP de Las Vegas

### Por ano
| Ano     | Piloto         | Construtor                 | Local     | Detalhes |
| ------- | -------------- | -------------------------- | --------- | -------- |
| 2023    | Max Verstappen | Red Bull Racing-Honda RBPT | Las Vegas | Detalhes |
| 2024    | George Russell | Mercedes                   | Las Vegas | Detalhes |
| Fontes: |                |                            |           |          |

### Vitórias por piloto
| Total | Piloto         | Vitórias |
| ----- | -------------- | -------- |
| 1     | Max Verstappen | 2023     |
| 1     | George Russell | 2024     |

### Vitórias por equipe
| Total | Equipe          | Vitórias |
| ----- | --------------- | -------- |
| 1     | Red Bull Racing | 2023     |
| 1     | Mercedes        | 2024     |

### Vitórias por país
| Total | País          | Vitórias |
| ----- | ------------- | -------- |
| 1     | Países Baixos | 2023     |
| 1     | Reino Unido   | 2024     |

## Nomes oficiais
- 2023: Grande Prêmio de Las Vegas